# Elisabet Hermodsson
Elisabet Hermine Hermodsson, född 20 september 1927 i Göteborg, död 11 maj 2017 i Uppsala, var en svensk författare, ekofeminist, målare, tecknare, kulturjournalist och viskompositör.

## Biografi
Elisabet Hermodsson utbildade sig efter studentexamen 1947 i rytmik vid Institut Jaques-Dalcroze i Stockholm 1947–1949 samt i bildkonst vid Konstfack 1952–1958, och hon studerade även filosofi. Hon debuterade litterärt 1966 med bilddiktsamlingen Dikt-ting. Under 1970-talet var hon engagerad i kvinnofrågorna, och redigerade och medverkade i Kvinnors dikt om kärlek (1978). Hon är även känd för sina visor, som hon själv sjungit in på album som Vad gör vi med sommaren, kamrater? (1973) och Disa Nilsons visor (bok 1974, album 1975).
Som konstnär finns Elisabet Hermodsson representerad på Moderna Museet. Den 24 januari 2013 stals sex kolteckningar från Hermodssons serie Drömbok från Ekonomikum i Uppsala, och värdet av det stulna tavlorna bedömdes vara 500 000–800 000 kronor.
Hermodsson var bosatt i Uppsala och är även förknippad med Fårö där hon hade sommarhus. Hon var dotter till bergsingenjör Harald Hermodsson och Amalie, född Fausel, samt syster till professor Lars Hermodsson och redaktör Olle Hermodsson. Hon var gift 1952–1955 med språkforskaren Ingemar Olsson (1923–2001) och från 1956 till hans död med konstnären Olof Hellström (1923–2017). Hon var mor till skådespelerskorna Ylva Hermodsson (1952–1996) och Lis Hellström (född 1957).
Elisabet Hermodsson är begravd på Uppsala gamla kyrkogård.

## Diskografi
- 1973 – Vad gör vi med sommaren kamrater? och andra visor från Fårö, hav och människa. Proprius (återutgiven på CD 2006). I arrangemang av Georg Riedel.
- 1975 – Disa Nilsons visor. Caprice Riks LP 81. I arrangemang av Bengt Lundin och Iréne Sjöberg-Lundin.
- 1979 – Vakna med en sommarsjäl. Disa Nilsons visor II. CAP 1134. I arrangemang av Gunnar Eriksson.
- 1992 – Bara drömmare och dårar. Disas visor : tredje samlingen. Proprius. I arrangemang av Gunnar Eriksson.
- 2000 – Vakna med en sommarsjäl. CAP 21568. Denna CD är en återutgivning av sånger från Disa Nilsons visor (1975) och Vakna med en sommarsjäl (1979).

## Priser och utmärkelser
- 1968 – Stig Carlson-priset
- 1968 – Lyrikvännens lyrikpris
- 1968 – Litteraturfrämjandets stipendiat
- 1970 – Litteraturfrämjandets stipendiat
- 1973 – Jan Johansson-stipendiet
- 1976 – Evert Taube-stipendiet
- 1979 – LO:s kulturstipendium
- 1981 – Deverthska kulturstiftelsens stipendium
- 1990 – Sven Salén-priset
- 1994 – Litteris et artibus

### Webbkällor
- Elisabet Hermine Hermodsson i Konstnärslexikonett Amanda